# Ca la Dona
Ca la Dona nace en junio de 1988 en Barcelona. Se trata de un espacio feminista de encuentro y relación entre mujeres y grupos de mujeres. Se organiza mediante comisiones y grupos de acción y de trabajo que realizan tareas de fondo, desde el feminismo, en ámbitos como la salud, los derechos sociales, las artes, o la reflexión y producción de pensamiento, entre muchos otros.

## Historia
Las mujeres de Barcelona tienen una larga tradición en la creación de espacios propios. Desde 1889 se puede recorrer la historia de locales que compaginaban actividades instructivas y recreativas con una clara voluntad de incidencia política y social.
El movimiento feminista en Cataluña tiene su eclosión en el año 1976, después de casi cuarenta años de silencio forzado, en las "Primeras Jornadas Catalanas de la Mujer", donde se reúnen grupos de mujeres de varias ideologías, oficios, extracción social y concepción feminista. Desde este momento ya se hace patente la necesidad de un espacio. La historia de los espacios de mujeres en Barcelona ha sido siempre una reivindicación del Movimiento Feminista. 
En 1985 se celebraron en los Hogares Mundet de Barcelona, las jornadas "10 años de Lucha" del Movimiento Feminista. A partir de aquel momento, se renovaron las fuerzas y se hizo evidente la necesidad de tener un local en la ciudad, donde se pudieran reunir todos los grupos y todas las mujeres que formaban parte del Movimiento. Después de largas negociaciones sin resultados con el Ayuntamiento de Barcelona, el 19 de marzo de 1987, en una asamblea en la sede de la FAVB, se decidió la ocupación de un local municipal de la calle Font Honrada del barrio de Pueblo Seco.  Dos días después, a las 12 del mediodía del sábado 21 de marzo, un centenar de mujeres comenzaron una ocupación que duró once días y a la que la Guardia Urbana puso fin utilizando gases lacrimógenos.

El alboroto fue considerable: llegaban telegramas y muestras de solidaridad de todas partes y, paralelamente, los actos en la calle daban a conocer públicamente lo que se pedía. Finalmente, en octubre de 1987 se llegó a un acuerdo con el Ayuntamiento, que se comprometió a subvencionar un local: Ca la Dona nació en junio de 1988 en un piso alquilado en la Gran Vía. 
“Teníamos que construir un marco de intercambio de sentimientos, pensamientos y propuestas de actuación verdaderamente libre, desjerarquizado, en el que tuviese cabida cualquier deseo de mujer que partiese de la consciencia de serlo. Así, de golpe, se resignificó para muchas el concepto de feminismo. Cualquier mujer o grupo (políticas, lúdicas, artesanas, maestras teóricas, vitalistas, artistas...) podría tener su espacio: todo se podía compartir." 
’20 años de feminismo en Cataluña’.Cómo Vivimos: Política, p.81.

## Grupos residentes

### Grupos
Estos son los grupos actuales de Ca la dona:
- Asociación de Dones Juristes
- Asociación de Amistad de las Mujeres Filipinas
- Dona i presó
- Dones i Treballs[5]
- Dones per dones
- E'Waiso Ipola
- Feministas Indignadas
- Feministas Dret a Decidir
- Gatamaula
- Grupo ELLES (actualmente en el Casal LAMBDA)
- La Marcha. Marcha mundial de las Mujeres contra la Violencia y la Pobreza - Coordinadora en Cataluña
- Les botones
- Miradas Violeta
- Proyecto Vaca, Asociación de Creadoras Escénicas
- Tamaia, viure sense violència
- UMMI, Unión de Mujeres Marroquíes Inmigrantes
- Vela de Foque
- Veus de dones
- Veus Gitanes / Romano Glasûra
- Red de Mujeres por la Salud
- Red de Mujeres Inmigradas
- Xarxa Feminista de Catalunya
- Red de Mujeres Feministas contra la violencia machista
- Red de Mujeres por Palestina

### Comisiones
- Comisión 8M. Agrupación puntual para organizar acontecimientos para el 8 de marzo
- Comisión de Enseñantes

### Grupos de trabajo
- Centro de Documentación de Ca la dona
- El huerto de Ca la dona
- FemArt

## Antiguos grupos
- Asociación Al-Wafâ
- Asociación Fem Feminisme i Emancipació
- Mujeres Divergentes
- Bollofilms produccions
- Mujer y Salud
- Mujeres Jóvenes de Cataluña
- Enredadas en Europa
- Exmujeres
- Grupo de Historia Oral
- Fondo documental de Historia Feminista (Integrado en el GT Centro de Documentación)
- Grupo de Lesbianas Feministas (GLFB)
- 'Si tú me dices ven, bailamos'
- Les Veus de Venus
- EntreDones
- Nàiades
- Asociación Joven de Mujeres Feministas
- Comisión del 8 de marzo
- Mujeres contra el Papa (agrupación puntual del 2010).